# Freadelpha cinerea
Freadelpha cinerea là một loài bọ cánh cứng trong họ Cerambycidae.